# Cambodja op de Olympische Zomerspelen 2016
Cambodja nam deel aan de Olympische Zomerspelen 2016 in Rio de Janeiro, Brazilië. De selectie bestond uit zes atleten, actief in vier verschillende sporten en was daarmee net zo groot als de ploeg van 2012 (Londen). Taekwondoka Sorn Seavmey droeg de Cambodjaanse vlag tijdens de openings- en de sluitingsceremonie. 

## Deelnemers en resultaten
(m) = mannen, (v) = vrouwen 

### Atletiek
| Olympiër     | Discipline   | Resultaat | Prestatie |
| ------------ | ------------ | --------- | --------- |
| Neko Hiroshi | marathon (m) | 139e      | 2:45.55   |
|              |              |           |           |
| Nary Ly      | marathon (v) | 139e      | 3:20.20   |

### Taekwondo
| Olympiër       | Discipline | Resultaat | Prestatie                         |
| -------------- | ---------- | --------- | --------------------------------- |
| Sorn Seavmey V | +67 kg (v) | 9e        | 1ste ronde: V van NED Oogink: 1-7 |

### Worstelen
| Olympiër      | Discipline             | Resultaat | Prestatie                                           |
| ------------- | ---------------------- | --------- | --------------------------------------------------- |
| Chov Sotheara | –48 kg vrije stijl (v) | 16e       | 1ste ronde: vrij 2de ronde: V van COL Castillo: 0-4 |

### Zwemmen
| Olympiër       | Discipline           | Resultaat | Prestatie                  |
| -------------- | -------------------- | --------- | -------------------------- |
| Pou Sovijja    | 100 m vrije slag (m) | 57e       | serie 2: 7de in 54,55      |
|                |                      |           |                            |
| Hemthon Vitiny | 50 m vrije slag (v)  | 66e       | serie 4: 4de in 29,37 (NR) |